# Jets
Jets är ett av de stridande gängen i musikalen West Side Story från 1957. De motsvarar Montagues i musikalens förlaga Romeo och Julia. Jets består av ungdomar ur fattiga familjer på västra Manhattan i New York, de flesta är barn till invandrare från olika europeiska länder, bland annat Polen, Irland och Italien. På grund av sina blandade ursprung har de profilerat sig som "amerikaner", och deras namn antas symbolisera den amerikanska utvecklingen. I filmversionen och de flesta scenversioner klär sig Jets i gult, grått och ljusblått.